# Мисливці на драконів (мультфільм)
Мисливці на драконів (фр. Chasseurs de dragons, англ. Dragon Hunters) — французький повнометражний 3D анімаційний фільм 2008 року режисерів Гійома Івернель та Артура Квака. Роль головного героя — Ліан-Чу, озвучив французький актор Венсан Ліндон, у англійської версії — актор Форест Уїтакер. Бюджет фільму склав 20 мільйонів доларів США.

## Сюжет
Світ Зоуі, Ліан-Чу й Гвіздо не схожий на наш, за винятком законів виживання.
Двоє молодих шибайголів, Ліан-Чу й Гвіздо, видають себе за мисливців на драконів, подорожуючи по селах, тероризованих чудовиськами, і демонструючи свої неабиякі таланти самоучок — природно, за винагороду, щоб мати як можливість прогодуватися, так і хоч якісь шанси на мрію. Але схожі вони на лицарів не більше, ніж об’єкти їхнього полювання — дракони.
Монстрів різних мастей, які населяють цей сюрреалістичний світ, ріднить з драконами тільки фантасмагоричний вигляд і препоганий характер, а ще виняткова живучість. Що й демонструють автори фільму, показавши на самому початку „бій“ Ліан-Чу й Мамуляруса, монстра-дракона, пожирателя капустяних грядок місцевих фермерів. Однак герої будь-яку трагедію здатні перетворити на комедію — адже їхня компанія сама по собі представляє натуральний паноптикум …. Богатирський торс могутнього воїна Ліан-Чу ґрунтується на крихітних ніжках, субтильное складання Гвіздо, відповідального за фінансову сторону ремесла, цілком відповідає боягузливому і лукавому характеру типового „захребетника“. І, як середньовічна комедія не обходилася без собаки, так і компанія нерозлучних друзів немислима без їх супутника, зубастого напівкролика-напівсобаки Ґектора, що позиціонує себе як дракона. Ще б пак, це блакитне балакуче непорозуміння природи вміє вивергати вогонь з ….
Кожні двадцять років пробуджується найжахливіший з драконів, скелетоподібний „пожирач світу“. І він не повернеться в своє лігво до тих пір, поки не насититься знищенням всього, що підвернеться йому під пазурі. Так, двадцять років тому була спалене дотла село маленького Ліан-Чу, і той залишився сиротою. Пізніше, в сирітському притулку матушки Хаббард він познайомився з Гвіздо. Як і де до друзів приєднався Ґектор — історія замовчує.
Одного разу Ліан-Чу врятував від драконів Джімбоб дівчинку Зоуі.
Зоуі, яка проводить своє нудне життя шляхетної сирітки у мріях про лицарські мандри й битви, відводить нових знайомих у замок до свого дядька, лорда Арнольда. Це хворий, але дуже владний старий, правитель західного форпосту відомого світу, мріє здолати „пожирача“. Він сліпий і тому за нагороду доручає лицарям — мисливцям на драконів — відправитися до дракона і вбити його, поки він у сплячці. З кожним роком напередодні пробудження цього монстра світ занепадає й руйнується, і до останнього часу майже усі любителі трофеїв гинуть або сходять з розуму. Залишаються лише Ліан-Чу й Гвіздо …
Жадібність до добра не доводить. Розважливий Гвіздо сподівається „надути“ старого й привласнити завдаток за ще не вбитого дракона, тому легко укладає контракт з лордом. Але тут несподівано втручається Зоуі і засмучує меркантильні мрії про ферму, кроликів й капусту. У результаті різношерста команда вирушає в ризиковану подорож на край світу, в лігво крилатого жаху, дракона-скелета. Свою головну перемогу героям належить здобути ще на шляху до мети — в зіткненні зі своїми неминучими страхами й сумнівами.

## Історія створення
На сьогоднішній день „Мисливці на драконів“ — це відомий у багатьох країнах світу бренд. У 2004 році у Франції вийшов на екрани (реліз в США відбувся у 2006 році) однойменний серіал. На його основі була розпочата серія коміксів, перший том видано Delcourt у 2006 р. Також була випущена однойменна комп’ютерна гра.
Як стверджують самі творці, режисери Гійом Івернель (фр. Guillaume Ivernel) та Артур Квак (фр. Arthur Qwak), історія Мисливців почалася у 1994 році, з ідеї Артура про створення серіалу про світ, де були б чарівні дракони та, відповідно, мисливці на них. У той час, ніхто не планував створення повнометражного фільму, ні навіть міжнародний показ. Події, описані у фільмі, передують подіям з мультсеріалу .

## У ролях
| Персонаж     | Актор озвучування Франція         | Дубляж Велика Британія                  | Дубляж Росія      |
| ------------ | --------------------------------- | --------------------------------------- | ----------------- |
| Ліан-Чу      | Венсан Ліндон                     | Форест Уїтакер                          | Андрій Ярославцев |
| Гвіздо       | Патрік Тімсіт                     | Роб Полсен                              | Петро Іващенко    |
| Зоуі         | Марі Дріон (фр. Marie Drion)      | Мері Маусер (англ. Mary Matilyn Mouser) | Ольга Шорохова    |
| Лорд Арнольд | Філіп Наон (фр. Philippe Nahon)   |                                         | Олег Куценко      |
| Джілдас      | Аманда Лір                        |                                         | В’ячеслав Баранов |
| Ґектор       | Жеремі Прево (фр. Jérémy Prévost) |                                         | Андрій Бархударов |

## Реліз і прем’єри
| Дата прем’єри                     | Країна                           | Назва                        |
| --------------------------------- | -------------------------------- | ---------------------------- |
| 20 березня 2008 року              | Росія                            | Охотники на драконов         |
| 26 березня 2008 року              | Франція Бельгія                  | Chasseurs de dragons         |
| 28 березня 2008 року              | Туреччина                        | Ejder avcilari               |
| 5 квітня 2008 року                | США                              | Dragon Hunters               |
| 23 квітня 2008 року               | Нідерланди                       | Drakenjagers                 |
| 24 квітня 2008 року               | Німеччина Чехія                  | Die Drachenjäger Lovci draku |
| 25 квітня 2008 року               | Австрія                          |                              |
| 2 травня 2008 року                | Велика Британія                  |                              |
| 7 серпня 2008 20 серпня 2008 року | Швейцарія (нім.) Швейцарія (фр.) |                              |
| 8 серпня 2008 року                | Польща                           | Lowcy smoków                 |
| 5 вересня 2008 року               | Бразилія                         | Caçadores de Dragões         |
| 19 вересня 2008 року              | Данія                            | Dragejægerne                 |
| 6 листопада 2008 року             | Сінгапур                         |                              |
| 7 листопада 2008 року             | Естонія                          | Draakonikütid                |
| 20 березня 2009 року              | Норвегія                         | Dragejegerne                 |
| 5 квітня 2008 року                | США                              |                              |
| 24 вересня 2009 року              | Португалія                       |                              |
| 12 березня 2010 року              | Іспанія                          | Cazadores de dragones        |